# アンディ・ウォレス (プロデューサー)
アンディ・ウォレス（Andy Wallace）は、アメリカ合衆国のグラミー賞受賞スタジオ・エンジニア。代表作は、Run-D.M.C.とエアロスミスのコラボレーション作品「ウォーク・ディス・ウェイ」。
2005年10月現在、アンディ・ウォレスのクレジットが入ったアルバムの売り上げは、全世界で8,000万枚に上る。

## 手掛けてきたアーティスト
- スレイヤー
- プリンス
- ブルース・スプリングスティーン、セパルトゥラ
- ニルヴァーナ
- ホワイト・ゾンビ
- ジェフ・バックリィ
- フェイス・ノー・モア
- ロリンズ・バンド
- ラッシュ
- アリス・クーパー
- バーナード・バトラー
- バッド・レリジョン
- レイジ・アゲインスト・ザ・マシーン
- リンキン・パーク
- トラプト
- フー・ファイターズ
- シルヴァーチェアー
- アット・ザ・ドライヴイン
- ステインド
- ブラインド・メロン
- システム・オブ・ア・ダウン
- フィッシュ
- リンプ・ビズキット
- ディスターブド
- ポール・マッカートニー
- ザ・クリブス
- アトレイユ
- アヴェンジド・セヴンフォールド
- X JAPAN
- ドリーム・シアター

1999年、シェリル・クロウのアルバム『グローブ・セッションズ』で、チャド・ブレイク、トリーナ・シューメーカーらと共にグラミー賞ベスト・エンジニア（ノンクラシック部門）を獲得した。